# Katholische Waisen- und Armenkinderhaus-Stiftung Augsburg
Die Katholische Waisen- und Armenkinderhaus-Stiftung Augsburg  (auch Katholische Waisenhaus-Stiftung Augsburg) ist eine öffentliche Stiftung des bürgerlichen Rechts und dient allein dem Betrieb und dem finanziellen Unterhalt der St. Gregor Kinder-, Jugend- und Familienhilfe in Augsburg. Sie geht auf das 1572 gegründete Waisenhaus zurück und zählt damit zu den ältesten Einrichtungen dieser Art in Europa.

## Geschichte
Im Jahre 1572 erwarb das Almosenamt der Stadt Augsburg ein Anwesen in der Bäckergasse (Litera A 134/135, Standort) und eröffnete dort anschließend ein überkonfessionelles Waisenhaus. 1630 erhielt die Einrichtung durch den kaiserlichen Restitutionsedikt eine katholische Ausrichtung. Nach dem Ende des Dreißigjährigen Krieges wurde die Einrichtung 1649 schließlich den Protestanten zugesprochen. Auf dem Kreuz eröffnete daraufhin das neue, heute noch vorhandene katholische Waisenhaus.
1811 erfolgte die Vereinigung mit dem Findel- und Armenkinderhaus zum Kath. Waisen- und Armenkinderhaus. Die Einrichtung wurde dann ab 1853 an den Orden der Armen Schulschwestern übergeben. Von den Ordensschwestern wurde auch eine Waisenhausschule gegründet.
Durch die alliierten Luftangriffe im Zweiten Weltkrieg wurde die Einrichtung schwer getroffen und musste nach Kriegsende neu aufgebaut werden. 1961 entließ die Stadt Augsburg die Stiftung aus der Verwaltung und es entstand die eigenständige Katholische Waisenhaus-Stiftung. 1967 wurde die von den Ordensschwestern betreute Waisenhausschule geschlossen. Aufgrund von Personalmangel entschied sich der Orden 1986 dazu, die Einrichtung zu verlassen.
Der seit 1984 verwendete Namen „St. Gregor-Heim der Kath. Waisenhaus-Stiftung“ wurde 2003 in „St. Gregor Kinder-, Jugend- und Familienhilfe der Katholischen Waisenhaus-Stiftung Augsburg“ geändert.

## Zweck

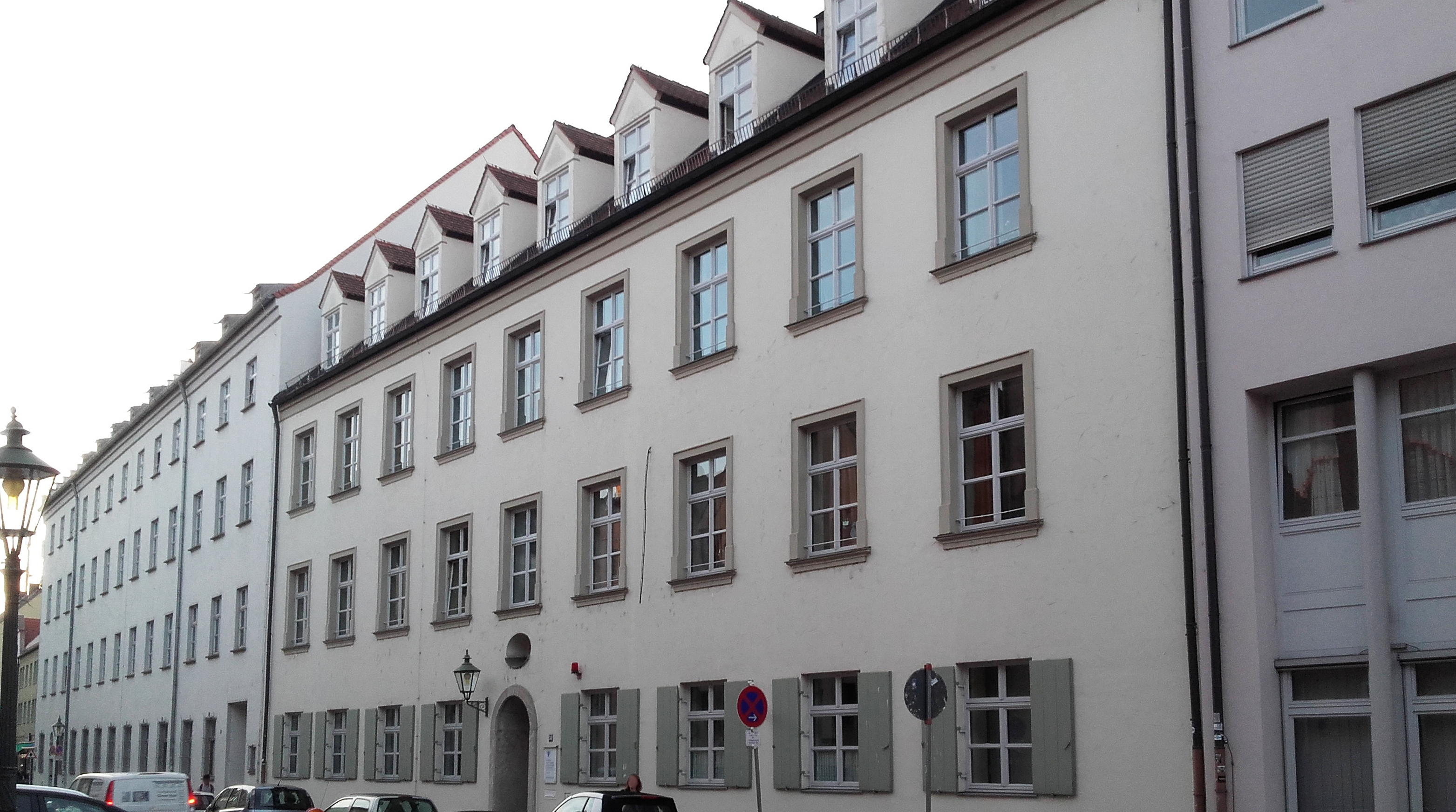
St. Gregor Kinder-, Jugend- und Familienhilfe in Augsburg (2017)

Ausschließlicher und unmittelbarer Zweck der Stiftung ist der Betrieb und der finanzielle Unterhalt der St. Gregor Kinder-, Jugend- und Familienhilfe. Diese Einrichtung betreut heute über 700 Kinder, Jugendliche und junge Erwachsene im Alter von 3 bis 20 Jahren und – soweit möglich – auch deren Familien kontinuierlich. Dazu kommen zahlreiche kurzfristige Beratungen und offene Angebote. Für die bedarfsgerechte pädagogische Arbeit wurde ein differenziertes Leistungsangebot entwickelt: Jugendsozialarbeit an Schulen, Familienberatung, aufsuchende Erziehungshilfen, heilpädagogische Tagesstätten, Heimerziehung in Wohngruppen, Gastfamilien, Wohnen für psychisch kranke Mütter und deren Kinder sowie Erlebnis- und Kulturpädagogik. Standorte der Einrichtung befinden sich in Augsburg sowie in den Landkreisen Augsburg und Dillingen an der Donau.

## Vermögen
Den Grundstock der Stiftung bildet das Stiftungsvermögen. Da dieser Grundstock dauerhaft erhalten bleiben soll, werden nur die aus dem Stiftungsvermögen erwirtschafteten Zinserträge zur Finanzierung der St. Gregor Kinder-, Jugend- und Familienhilfe verwendet. Zusätzlich erhält die Einrichtung Zustiftungen in Form von Schenkungen und von testamentarischen Verfügungen.

## Stiftungsrat
Die Führung und Verwaltung der Stiftung obliegt einem 10-köpfigen Stiftungsrat (Administration). Dieser setzt sich wie folgt zusammen:
- Leiter der St. Gregor Kinder-, Jugend- und Familienhilfe
- Stiftungsreferent der Stadt Augsburg
- ein vom Bischof ernannter Geistlicher
- zwei katholische Stadtratsmitglieder
- fünf Bürger der Stadt Augsburg